# Forte do Timbó
O Forte do Timbó localizava-se na margem direita do Rio Paraguai em solo argentino, perto da atual cidade de Las Palmas, Província do Chaco. Foi construída pelos paraguaios durante a Guerra do Paraguai (1864-1870) para defender o caminho fluvial que levava a capital Assunção.

## O forte
Não se sabe ao certo quando se iniciou a construção da fortaleza, talvez em 1867 ou início de 1868. Timbó representava o último de um complexo de quatro fortalezas construídas ao longo do Rio Paraguai chamado de "O Quadrilátero", sendo a principal a de  Humaitá. O complexo defensivo de fortalezas cobria cerca de 20 milhões de metros quadrados. O forte era totalmente desconhecido dos aliados até quando estes forçaram a passagem de Humaitá e o encontraram guarnecido de 4 000 paraguaios[carece de fontes?] e 14 peças de artilharia, causando mais danos aos encouraçados brasileiros do que a passagem anterior.